# Onthophagus camiadei
Onthophagus camiadei là một loài bọ cánh cứng trong họ Bọ hung (Scarabaeidae).